# Київський Фестиваль Коміксів
Київський Фестиваль Коміксів (або скорочено КФК) — український фестиваль популярної культури, який проходить у столиці України Києві.
Вперше Київський Фестиваль Коміксів відбувся у жовтні 2017 року.

## Київський Фестиваль Коміксів 2 (2019)

### Анонс
2 квітня 2019 року було анонсовано другий Київський Фестиваль Коміксів. 3 квітня була відкрита реєстрація косплеєрів: "Отримавши аккредитацію, косплеєру будуть надані вільний вхід на захід та доступ до гримерки". 6 квітня було розпочато продаж квитків. 9 квітня почався прийом заявок на Алею Художників (тривав до 6 травня).

### Місце проведення
Київський Фестиваль Коміксів 2 відбудеться 11 травня 2019 року, на Арт-заводі «Платформа» на Лівому березі Києва.

### Програма фестивалю
Фестиваль майже ідентичний всесвітньовідомому, міжнародному, фестивалю Comic-Con.
Програма фестивалю:
- Дві сцени;
- Анонси та старт продажів від українських та закордонних видавництв;
- Цікаві гості зі світу коміксів та ілюстрацій;
- Велика алея художників – понад 40 учасників;
- Розширена виставка «Квантовий стрибок»;
- Виставка творчого конкурсу на тему анімаційного фільму «Людина-павук: Навколо всесвіту»;
- Лекції та майстер-класи від людей зі сфери коміксів та творчих індустрій;
- Комікс-маркет;
- Зони настільних- та відеоігор;
- Стіни для малювання;
- Арт-змагання за олімпійською системою.

#### Головні проєкти

##### Виставка «Квантовий стрибок літератури»[3]
8 квітня 2019 року, незадовго після анонсу фестивалю, було анонсований стенд відомого «Квантового стрибка літератури». Все почалося з Шевченка, коли в київському метро з’явилася виставка «Квантовий стрибок Шевченка. Метро» ілюстратора Олександра Грехова. Згодом автор розповів журналістам: цим проєктом хотів донести, що Шевченко «був не старим з вічно сумним поглядом, він був прогресивною людиною для свого часу і так само, як зараз ми, ходив на "вечірки", випивав, веселився і сміявся».
На «Київському Фестивалі Коміксів» відвідувачі побачать не лише різноманітні образи Шевченка, а й роботи авторів, яких надихнув цей проєкт.
Виставка «Квантовий стрибок літератури» — це 3 креативні проєкти:
- «Квантовий стрибок Шевченка» від Олександра Грехова
- «Хто Франко» від Влада Корнюка
- «Диво-Леся» від Лесі Мазанік

##### Панк-журнал«Карась Вільний»
«Карась Вільний» — це кишенькова збірка ґонзо-замальовок вокаліста молодого українського рок-гурту ALEXIS MACHINE.
Це думки автора на тему світу, культури і соціуму, пропущені через голову головного героя розповіді — схибленого мутанта з сімейства коропових, що народився внаслідок вибуху на Чорнобильській АЕС. Карась Вільний — послідовник Тревіса Бікла та великий шанувальник панк-року, що бореться за свободу всіх незаконно виловлених карасів світу. На «Київському Фестивалі Коміксів» автор проведе презентацію проєкту та розповість про те, як створити схиблений світ на межі апокаліпсису.

##### Лекція «Чому комікси є мистецтвом»[4]
Лекцію проведе Максим Карповець — філософ, культуролог, доцент кафедри культурології та філософії Національного університету «Острозька академія». Досліджує сучасні проблеми культури й суспільства. Автор низки статей у галузі урбаністики, антропології, масової культури. Написав монографію «Місто як світ людського буття». Колекціонер англомовних коміксів.
Питання про зв’язок коміксів та мистецтва, насамперед візуального, вперше виринає у поп-арті, а потім з новою силою загострюється на виставці Арта Шпіґельмана. Сьогодні досі нема однозначності серед мистецтвознавців і культурологів щодо естетичного статусу коміксу, адже він однією ногою перебуває на території живопису, а іншою – літератури. Культура постмодернізму наче розмила межі між різними видами мистецтва, уможливила які завгодно синтези, проте у реальності ієрархічний поділ досі зберігся. То ж який статус коміксів сьогодні? Що заважає їм виставлятись у галереях і чи справді це потрібно? Чому автор коміксів є більше митцем, а не художником? Які комікси ближче до мистецтва, а які далі? Що робити із мангою? Спробуємо відповісти на ці й інші питання, розмістивши важливі акценти на складному взаємозв’язку між коміксами та мистецтвом.— Максим Карповець

##### Презентація «Crystal Steam»[5]
Crystal Steam — розробники екшн-моделей та дорослих іграшок. 
Але створюють вони не лише самі моделі, а й всесвіт, у якому вони існують. Комікси — одне з джерел для знайомства зі всесвітом Crystal Steam. Світ, який пішов шляхом розвитку парових технологій, де великі імперії поступово здають свої позиції перед корпораціями, а на підпільних аренах сходяться в поєдинках сталеві гіганти. Перший комікс серії знайомить з двома талановитими пілотами Машиноїдів, чиї життєві історії дуже непрості. Більше подробиць буде представлено — на «Київському Фестивалі Коміксів 2», де автори Crystal Steam презентують свій комікс-проєкт.

##### Презентація коміксу«Голуб Геннадій»[6]
Комікс «Голуб Геннадій» авторки Коро — це не звичайна історія про голуба. Це розповідь про особистість та індивідуальність посеред сірого натовпу.

### Анонсовані комікси
На фестивалі планується проведення презентацій українських видавництва локалізованих та авторських коміксів.
- Вовкулака
- Fireclaw
- Північні Вогні
- Ірбіс Комікси
- Видавництво ArtBooks
- Видавництво ДІПА
- The Will
- Ukrainian Assembly Comix
- Видавництво «Видавництво»
- Nashaidea

## Інформація про фестивалі
| Назва                                  | Дати            | Локації                                      | Аудиторія | Примітки                           |
| -------------------------------------- | --------------- | -------------------------------------------- | --------- | ---------------------------------- |
| КФК                                    | 15 жовтня 2017  | вул. Набережно-Лугова, 8, Києва              | TBA       | Перший фестиваль                   |
| Afterparty «КФК»                       | 28 жовтня 2017  | TBA                                          | TBA       | Післямова першого фестиваля        |
| Малюємо Комікси                        | 28 січня 2018   | Бессарабський ринок                          | TBA       | Локальний захід малювання коміксів |
| Малюємо Комікси!                       | 25 лютого 2018  | вул. Хрещатик, 10, Києва                     | TBA       | Локальний захід малювання коміксів |
| Малюємо Комікси 3 Олена Котлякова      | 11 березня 2018 | вул. Хрещатик, 10, Києва                     | TBA       | Локальний захід малювання коміксів |
| Малюємо Комікси 4 - Малюємо манґу!     | 15 квітня 2018  | вул. Хрещатик, 10, Києва                     | TBA       | Локальний захід малювання коміксів |
| Малюємо Комікси - Stan Lee Tribute     | 2 грудня 2018   | вул. Хрещатик, 10, Києва                     | TBA       | Локальний захід малювання коміксів |
| Малюємо Комікси 5 з Олександр Корешков | 30 березня 2019 | вул. Набережно-Лугова, 8, Києва              | TBA       | Локальний захід малювання коміксів |
| КФК2                                   | 11 травня 2019  | Арт-завод «Платформа» на Лівому березі Києва | TBA       | Другий фестиваль                   |